# شاپور پسر نستوه
در شاهنامه فردوسیاز چندین فرد با نام شاپور یاد می‌شود. سه شاه به نام‌های شاپور اول یا شاپور اردشیر و شاپور دوم یا شاپور ذوالاکتاف و از شاپور سوم یا شاپور شاپور به‌عنوان شاهان ایران در زمان ساسانیان یاد می‌شود. همچنین از شخصیت‌های شاهنامه افراد دیگری نیز به این نام هستند. 
در شاهنامه فردوسی از پهلوانی به نام شاپور پسر نستوه که یکی از بزرگان و پهلوانان در زمان پادشاهی فریدون تا دوران پادشاهی نوذر بود، یاد می‌شود. شاپور پسر نستوه در انتقام کشته شدن ایرج توسط تور و سلم با قارن پهلوان ایرانی همراه بود. وی در نخستین یورش تورانیان به فرماندهی افراسیاب تا آخرین نفس مبارزه می‌کند و به‌دست سپاه توران کشته می‌شود. 
از شاپور پسر نستوه با عنوان شمشیر‌زن در شاهنامه یاد می‌شود، که سپاه دشمن در سمت شاپور از هم گسیخته می‌شد.
| سپهدار چون قارن رزم‌زن |  | چو شاپور نستوه شمشیرزن |

و دیگر
| سپهدار چون قارن رزم‌خواه |  | چو شاپور نستوه پشت سپاه |

| بران سو که شاپور‌نستوه بود |  | پراگنده شد هرکه انبوه بود |

در این سه بیت از شاهنامه به جایگاه شاپور به عنوان یکی از بزرگان اشاره شده‌است.
| دو رویه بزرگان کشیده رده     |  | سراپای یکسر به زر آژده    |
| به یک دست بر بسته شیر و پلنگ |  | به دست دگر ژنده پیلان جنگ |
| برون شد ز درگاه شاپور گُرد    |  | فرستادهٔ سلم را پیش برد    |

## کشته شدن شاپور[۱۱]
پس از منوچهرشاه فرزندش نوذر به پادشاهی می‌رسد که نوذر پس از مدتی رفتارش دگرگون می گردد و ستم پیشه می‌کند، با بزرگان و موبدان به بدی برخورد می‌کند و تنها می ماند، در کشور شورش‌هایی رخ می‌دهد، تا جایی که ایرانیان به سام نریمان پیشنهاد پادشاهی می‌دهند اما نمی‌پذیرد. خبر آشوب به گوش پشنگ شاه توران‌ می‌رسد پشنگ سپاهی انبوه به فرماندهی افراسیاب به جنگ ایران می‌فرستد. از ایران سپاهی با سپهسالاری قارن  به جنگ با سپاه انبوه افراسیاب گسیل می‌شود، اما سپاه ایران بسیار کم تعدادتر از آن است که توانایی مقاومت داشته باشد. قارن برای مقابله با توران شاپور را در سمت چپ سپاه و تلیمان  را در سمت راست و خود در قلب سپاه در کنار نوذر می‌ماند. در جنگ شاپور نستوه تا آخرین نفس مبارزه می‌کند و کشته می‌شود.
| بیاراست قارن به قلب اندرون   |  | که با شاه باشد سپه را ستون  |
| چپ شاه گرد تلیمان بخواست     |  | چو شاپور نستوه بر دست راست  |
| ز شبگیر تا خور ز گردون بگشت  |  | نبد کوه پیدا نه دریا نه دشت |
| دل تیغ گفتی ببالدهمی         |  | زمین زیر اسپان بنالد همی    |
| چو شد نیزه‌ها بر زمین سایه‌دار |  | شکست اندر آمد سوی مایه‌دار   |
| چو آمد به بخت اندرون تیرگی   |  | گرفتند ترکان برو چیرگی      |
| بدان سو که شاپور نستوه بود   |  | پراگنده شد هر چه انبوه بود  |
| همی بود شاپور تا کشته شد     |  | سر بخت ایرانیان گشته شد     |